# Bela Palanka

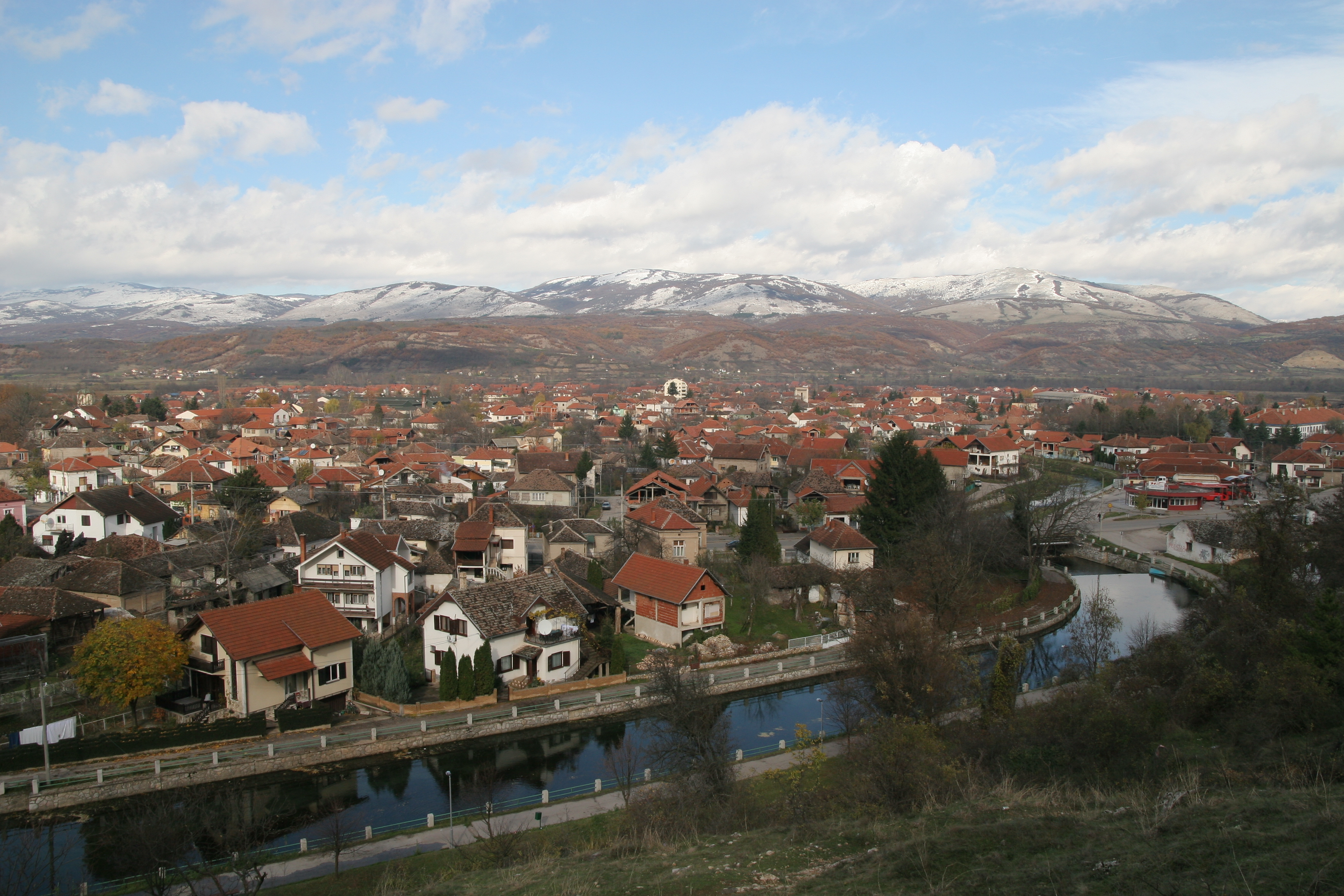
Panorama von Bela Palanka

Bela Palanka (Бела Паланка) ist eine Stadt und Gemeinde im Bezirk Pirot im Südosten von Zentralserbien. Verwaltungssitz der Gemeinde ist die Stadt Bela Palanka. Der Name „Bela Palanka“ bedeutet „Weiße Stadt“.

## Geografie
Die Gemeinde Bela Palanka, die 46 Ortschaften umfasst, hat eine Fläche von 517 km². Bela Palanka liegt auf ca. 300 m Höhe im Tal der Nišava, die mitten durch die Stadt fließt. Benachbart ist das etwa 25 km östlich gelegene Pirot, in 40 km Entfernung verläuft die Grenze zu Bulgarien. Eine weitere Nachbargemeinde ist Opština Knjaževac.
2002 hatte die Stadt 8.626 Einwohner, während die Einwohnerzahl der Gemeinde 14.381 betrug.

## Geschichte
In römischer Zeit lag die Stadt an der Via Militaris, zwischen Naissus (Niš) und Serdica (Sofia). Ursprünglich war es eine Siedlung der Daker mit dem Namen Aiadava oder Aeadaba. Danach siedelten Thraker in der Region. Nachdem die Römer 75 v. Chr. Moesien eroberten, bauten sie ein Castrum, das anfangs unter dem Namen Ulpianorum  und später unter dem Namen Remesiana (Moesi) bekannt war.
Remesiana war bereits im 4. Jahrhundert Bischofssitz. Der als Heiliger verehrte Bischof Nicetas von Remesiana war führend bei der Christianisierung der Region.
Im 11. Jahrhundert war Bela Palanka Station auf dem Volkskreuzzug, einem Vorläufer des Ersten Kreuzzugs. Der Volkskreuzzug, der auch als Bauernkreuzzug und Armenkreuzzug bekannt ist, dauerte rund sechs Monate, von April bis Oktober 1096.
Am 13. Oktober 1944 war Bela Panka Schauplatz in der sogenannten Belgrader Operation im Zweiten Weltkrieg. Dabei handelte es sich um eine „Großoffensive der Roten Armee mit Unterstützung durch jugoslawische Partisanen und bulgarische Streitkräfte. Sie führte im Jahr 1944 zur Einnahme der Stadt Belgrad und bedrohte den Rückzug der deutschen Wehrmachtverbände vom Balkangebiet.“

## Verkehr
Bela Palanka liegt an der Europastraße 80, die von Niš an der Autobahn Belgrad–Preševo (Europastraße 75) in östlicher Richtung über Pirot und Dimitrovgrad nach Sofia in Bulgarien führt.
Weiter hat die Stadt einen Bahnhof an der Bahnstrecke Niš–Dimitrovgrad, die aber im Personenverkehr nicht mehr befahren wird.